# Pribinův kříž
Pribinův kříž, slovensky Pribinov kríž, je slovenské státní vyznamenání, které bylo pojmenováno podle knížete Pribiny. Uděluje jej prezident Slovenské republiky na návrh slovenské vlády nebo Národní rady SR. Návrh prezident nemusí respektovat.
Pribinův kříž je propůjčován občanům Slovenské republiky, kteří se významně zasloužili o hospodářský, sociální nebo kulturní rozvoj Slovenské republiky.
Toto vyznamenání má tři třídy, ze kterých nejvyšší je I. třída. Při propůjčování jednotlivých tříd se vychází z míry zásluh toho, komu je kříž propůjčován. Vyznamenání je propůjčováno při příležitosti výročí vzniku Slovenské republiky (tedy zpravidla 1. ledna).

## Seznam laureátů podle let

### 2000
- I. třída
  - Mons. Pavol Peter Gojdič, biskup, In memoriam
  - Milan Šimečka, za odboj, In memoriam
  - Alexander Dubček, politik, In memoriam
- II. třída
  - Jozef Uhrík, ekonomický náměstek VW
  - Lajos Turczel, literární historik
  - PhDr. Alojz Habovštiak, DrSc., archeolog
- III. třída
  - Štefan Paulíny, perzekvován v Jáchymovských dolech

### 2001
- I. třída
  - Jozef Stank, ministr obrany SR
  - Imrich Karvaš, první guvernér Slovenské národní banky, In memoriam
  - Mons. ThDr. Viktor Trstenský, kněz
  - Ján Horecký, jazykovědec
  - Hana Zelinová, spisovatelka
  - Vojtěch Zamarovský, spisovatel
- II. třída
  - Milan Kručay, za dlouholeté působení v SČK
  - Viktor Bauer, za objev ve farmakologii
  - prof. MUDr. Pavel Traubner, PhD., děkan Lékařské fakulty UK
  - Michal Sýkora, předseda ZMOS
- III. třída
  - Miroslav Belanský, za 33 let v rezortu zemědělství

### 2002
- I. třída
  - Dr. Ing. Peter Zaťko, ekonom
  - PhDr. Viliam Turčány, CSc., literární vědec, překladatel
  - Július Satinský, herec
  - prof. Ing. Ján Plesník, DrSc., vědec
  - prof. JUDr. Jozef August Mikuš, historik, spisovatel
  - Albert Marenčin, spisovatel, publicista, výtvarník
  - prof. PhDr. Bohuslav Chropovský, DrSc., archeolog
- II. třída
  - prof. Ing. Juraj Stern, PhD., vysokoškolský pedagog
  - JUDr. Bohumil Repík, CSc., odborník na evropské právo
  - Ing. Jozef Pittner, ekonom
  - Anna Ferenczy, herečka, spisovatelka
- III. třída
  - Ladislav Švihel, generální ředitel výstavnictví Agrokomplex
  - Mgr. Jozef Sitko, zakladatel nadace Slovak Gold
  - prof. PhDr. Richard Marsina, DrSc., historik
  - Viliam Franko, organizátor dobrovolnictví

### 2003
- I. třída
  - Ignác Bizmayer, umělecký keramik
  - Martin Martinček, umělecký fotograf
  - prof. MUDr. Karol Virsík, DrSc., vědec v oblasti medicíny
  - prof. ThDr. Július Filo, církevní hodnostář
  - Mons. prof. ThDr. František Tondra, církevní hodnostář
  - Lajos Grendel, spisovatel
- II. třída
  - Radovan Kaufman, paralympionik
  - Jozef Golonka, sportovec
  - Osvald Záhradník, dramatik
  - Gabriel Zelenay, reportér, publicista
  - Štefan Rosina, manažer
  - Viera Strnisková, herečka
  - Karol Machata, herec
  - Ľubomír Feldek, spisovatel
  - Juraj Jakubisko, režisér
  - Ladislav Ballek, spisovatel
  - Géza Erdélyi, církevní hodnostář
  - Mons. Ján Hirka, církevní hodnostář
  - Jeho Blaženosť Nikolaj, církevní hodnostář
  - Stanislav Dančiak, herec
  - Kveta Stražanová, herečka
  - PhDr. Dušan Kováč, DrSc., historik
- III. třída
  - Viera Krakovská, manažerka
  - Ivan Sýkora, aktivista zdravotně postižených
  - Mária Orgonášová, aktivistka zdravotně postižených
  - Banislav Mamojka, aktivista zrakově postižených
  - Mária Ďuríčková-Masaryková, spisovatelka
  - Štefan Bošnák, manažer
  - PhDr. Elemír Rákoš, CSc., odborník v oblasti archivnictví

### 2004
- I. třída
  - prof. MUDr. František Klein, lékař, In memoriam
  - prof. JUDr. Peter Blaho, CSc., romanista
  - prof. Dušan Hanák, režisér
  - Ernest Zmeták, výtvarník
- II. třída
  - Juraj Bača, sportovec
  - Michal Riszdorfer, sportovec
  - Richard Riszdorfer, sportovec
  - Ondrej Šeševička, manažer
  - Erik Vlček, sportovec
- III. třída
  - László Dobos, literát
  - Ing. Peter Čertík, důlní odborník
  - Ing. Ctibor Greguš, DrSc. lesnický odborník
  - PhDr. Jozef Kočiš, CSc. historiograf
  - prof. PhDr. Ľudovít Petránsky, kulturolog
  - Helena Woleková, PhD., manažerka
  - Vladimír Bajan, manažer

### 2005
- I. třída
  - PhDr. Anton Habovštiak, CSc., spisovatel, In memoriam
  - Pavol Haspra, režisér, In memoriam
  - prof. Ing. Štefan Luby, DrSc., vědec
  - MUDr. Anton Neuwirth, diplomat, In memoriam
- II. třída
  - Ing. Marián Šmacho, zemědělský manažer
  - Marián Labuda, herec
  - Milan Lasica, herec
  - prof. PhDr. Tatiana Štefanovičová, CSc., archeoložka
  - RNDr. Richard Kvetňanský, endokrinolog
- III. třída
  - Dana Šamíková, náhradní matka dětí z dětského domova
  - prof. RNDr. Ivan Kraus, vědec-geolog
  - Ing. Jozef Kučerák, CSc., ekonom
  - prof. RNDr. Pavel Brunovský, DrSc., matematik
  - Maximilián Remeň, filmař
  - prof. Ing. Arch. Štefan Šlachta, PhD., architekt
  - prof. Stanislav Szomolányi, kameraman
  - prof. ThDr. Jozef Heriban, teolog

### 2006
- I. třída
  - prof. JUDr. Karol Plank, DrSc., právník, In memoriam
  - MUDr. Eva Siracká, lékařka
  - Leopold Haverl, herec
  - Svetoslav Veigl, kněz, básník
- II. třída
  - prof. MUDr. Ivan Šimkovic, DrSc., kardiochirurg
  - Adela Gáborová, herečka
  - prof. MUDr. Emil Matejíček, DrSc., Dr.h.c., chirurg
  - prof. RNDr. Igor Mucha, DrSc., hydrolog
  - Stanislav Štepka, spisovatel, divadelník
  - prof. MUDr. Branislav Lichardus, DrSc., Dr.h.c., vědec
- III. třída
  - PhDr. Milena Cesnaková–Michalcová, CSc., teatroložka
  - Matyás Dráfi, divadelník
  - prof. PhDr. Jozef Novák, DrSc., historik

### 2007
- I. třída
  - PhDr. Stanislav Šmatlák, DrSc., literární vědec
  - Štefan Hoza, operní pěvec, libretista, hudební publicista, In memoriam
  - Martin Ťapák, režisér
  - František Štein, vodohospodář
  - prof. PhDr. Alexander Ruttkay, DrSc., archeolog
  - prof. Dr. h. c. Ľudovít Rajter, dirigent, In memoriam
  - Štefan Nosáľ, folklorista
  - Dušan Jurkovič, architekt, In memoriam
  - Jozef Jablonický, historik
  - prof. MUDr. Vladimír Haviar, kardiolog, In memoriam
- II. třída
  - Eugen Rónay, lesník
  - Andrej Mojžiš, herec
- III. třída
  - prof. PhDr. Jozef Šimončič, CSc., historik
  - PhDr. Anna Prociková, CSc. odbornice v oblasti encyklopedické tvorby

### 2008
- I. třída
  - Vladimír Dzurilla, sportovec, In memoriam – za významné zásluhy o rozvoj Slovenské republiky v oblasti sportu
  - PhDr. Anton Špiesz, DrSc., historik, In memoriam – za významné zásluhy o rozvoj Slovenské republiky v oblasti historických věd
  - prof. MUDr. Juraj Šteňo, CSc., neurochirurg – za významné zásluhy o rozvoj Slovenské republiky v oblasti neurochirurgie
- II. třída
  - prof. PhDr. Ladislav Burlas, DrSc., muzikolog – za významné zásluhy o kulturní rozvoj Slovenské republiky
  - RNDr. Anton Droppa, DrSc., speleolog, geograf – za významné zásluhy o rozvoj Slovenské republiky v oblasti speleologie a geografie
  - prof. MVDr. Pavol Dubinský, DrSc., vědec – za významné zásluhy o sociálně-hospodářský rozvoj Slovenské republiky
  - Pavel Dvořák, historik, spisovatel – za významné zásluhy o kulturní rozvoj Slovenské republiky
  - Richard Frimmel, manažer v oblasti územní samosprávy – za významné zásluhy o rozvoj Slovenské republiky v oblasti územní samosprávy
  - Nina Holá, organizátorka slovenských spolků v Americe – za významné zásluhy o kulturní rozvoj Slovenské republiky
  - Štefan Kassay, manažer – za významné zásluhy o hospodářsky rozvoj Slovenské republiky
  - PhDr. Milan Majtán, DrSc., jazykovědec – za významné zásluhy o kulturní rozvoj Slovenské republiky
  - Ondrej Malachovský, operní pěvec – za významné zásluhy o kulturní rozvoj Slovenské republiky
  - Dušan Roll, kulturolog – za významné zásluhy o kulturní rozvoj Slovenské republiky
  - prof. MUDr. Anton Miroslav Šašinka, DrSc., vědec, pediatr – za významné zásluhy o rozvoj Slovenské republiky v oblasti pediatrie
  - Božidara Turzonovová, herečka – za významné zásluhy o kulturní rozvoj Slovenské republiky
- III. třída
  - Viliam Ján Gruska, folklorista – za významné zásluhy o rozvoj Slovenské republiky v oblasti lidové kultury a umění
  - Michal Šmajda, etnograf, folklorista – za významné zásluhy o kulturní rozvoj Slovenské republiky

### 2009
- I. třída
  - Tibor Frešo, hudební skladatel, In memoriam
  - Milan Rúfus, básník
  - Anton Jurovský, vědec v oblasti psychologie, pedagog, In memoriam
  - Vincent Blanár, jazykovědec a pedagog
- II. třída
  - Juraj Sarvaš, herec
  - Vojtech Rušin, vědec, astronom
- III. třída
  - Ján Ružička, vědec v oblasti jaderné fyziky, pedagog
  - Viliam Polónyi, herec
  - Jozef Konkoly, komunální politik
  - Ján Farkaš, vědec v oblasti enologie, pedagog, In memoriam

### 2010
- I. třída
  - Ján Kukuča, odborník v oblasti geodézie a kartografie
- II. třída
- III. třída
  - Šebastián Labo, kněz

### 2011
- I. třída
- II. třída
  - Ing. Juraj Cvečko, aktivista v oblasti menšinové chorvatské kultury
- III. třída

### 2012
- I. třída
  - doc. Ing. Josef Buday, CSc., vědec v oblasti elektrotechniky
- II. třída
  - Gustáv Valach, herec, In memoriam
  - PhDr. Karol Pieta, DrSc., archeolog
  - Jozef Adamovič, herec
- III. třída

### 2013
- I. třída
  - Peter Dvorský, operní zpěvák
  - Andrej Rudavský, malíř
  - Darina Laščiaková, interpretka lidových písní
- II. třída
  - Peter Michalica, houslový virtuóz
  - Štefan Moravčík, básník
  - Ida Rapaičová, herečka
  - Magda Paveleková, herečka
  - Ján Zoričák, umělecký sklář
- III. třída

### 2014
- I. třída
  - Martin Činovský, malíř
  - Rudolf Krivoš, malíř
- II. třída
  - Rudol Dobiáš, spisovatel a publicista
  - Karol Horák, spisovatel
  - Anna Hulejová, zpěvačka
  - Eva Krížiková, zpěvačka

### 2015
- I. třída
  - Augusta Herényiová–Starostová, baletka
- II. třída
  - Pavel Branko, filmový kritik a publicista
  - Marián Varga, hudebník a skladatel
  - Pavol Vilikovský, prozaik a překladatel

### 2016
- I. třída
  - Rudolf Sikora, malíř
  - Dušan Dušek, spisovatel
- II. třída
  - Júlia Horáková, lékařka
  - Vladimír Dedeček, architekt

### 2017
- I. třída
  - Juraj Hromkovič, informatik
  - Jaroslav Krajčo, právník
- II. třída
  - Zita Furková, herečka
  - Daniela Hivešová-Šilanová, spisovatelka
  - Ladislav Kováč, biochemik
  - Ilona Németh, výtvarnice
  - Mária Maciková, enoložka
  - Augustín Maťovčík, historik literatura

### 2025
- I. třída
  - Juraj Kukura, herec
  - Alfred Piffl, architekt
  - Zoltán Oláh, oftalmolog
  - Margita Kocková, účastnice protifašistického odboje a SNP
  - Karol Pekník, generál, účastník SNP

- II. třída
  -  Eva Kowalská, historička
  - Ján Michálek, etnolog, folklorista
  - Anatolij Dvurečenskij, matematik
  - Juraj Sipko, ekonom
  - Lívia Ludhová, fyzička
  - Peter Murdza, protikomunistický odbojář, křesťanský aktivista
  - Živodar Tvarožek, partyzán, protifašistický bojovník

- III. třída
  -  Jana Pekarovičová, lektorka slovenského jazyka
  - Miroslav Kozák, učitel matematiky a chemie
  - Vlasta Hudecová, hlasová pedagožka
  - Anna Bergerová, účastnice SNP
  - Jozef Psotka, horolezec
  - Karol Kuna, účastník SNP